# Mohamadou Lamine Fofana
Mohamadou Lamine Fofana é um ex-jogador de futebol e empresário franco-argelino, que se tornou notório durante a Copa do Mundo de 2014 após ser preso na "Operação Jules Rimet" acusado de ser o articulador de um esquema de venda ilegal de ingressos da Copa. Segundo a investigação, o grupo envolvido já atuava há pelo menos quatro Mundiais.

## Biografia
Como futebolista, Lamine Fofana jogou a segunda divisão francesa pelo Marseille, e a primeira divisão canadense pelo Montreal. Após sua carreira futebolística, ele criou um "French Soccer Day Camp", uma espécie de campin de treinamento para crianças de uma comunidade da cidade de Los Angeles, e Marseille, ainda na década de 1980.
Em 1993, ele criou a empresa Atlanta Sportif International, que intermedia transferências de jogadores e também organiza amistosos de futebol. Um desses amistosos foi o polêmico - devido ao cunho político do evento - jogo que envolveu os campeões da Copa do Mundo de 1994 realizado na Chechênia, na Rússia, em 2011. Na página da empresa, Fofana aparece em fotos com estrelas como Pelé, Romário, Ronaldo e Dunga.

### Operação Jules Rimet - Prisão
| “ | “Ele é amigo de vários jogadores de futebol; ele tem contato com as federações, com as confederações. Então ele era um elo-chave na captação e venda desses ingressos.” | ” |

A prisão de Fofana foi decretada, junto com outras 11 pessoas, após a Polícia Civil do Rio de Janeiro interceptar 50 mil ligações. A polícia descobriu que de seu celular partiram 900 ligações para telefones oficiais da FIFA, e que ele usava carro oficial da mesma empresa.
Lamine foi acusado de infringir o artigo 41-G do Estatuto do Torcedor ("fornecer, desviar ou facilitar a distribuição de ingressos para venda por preço superior ao estampado no bilhete").
Logo após sua prisão, seu advogado fez um pedido de habeas corpus, que foi negado pela justiça, com o argumento de que o pedido tinha os mesmos fundamentos de solicitações de habeas corpus já negadas pela Justiça.